# Milan Benian
Milan Benian (Kamzík, Checoslovaquia, 29 de septiembre de 1970) es un deportista checo que compitió en escalada. Ganó una medalla de plata en el Campeonato Mundial de Escalada de 1995, en la prueba de velocidad.

## Palmarés internacional
| Campeonato Mundial | Campeonato Mundial | Campeonato Mundial | Campeonato Mundial |
| Año                | Lugar              | Medalla            | Prueba             |
| ------------------ | ------------------ | ------------------ | ------------------ |
| 1995               | Ginebra (Suiza)    | Medalla de plata   | Velocidad          |